# Dirch Passer

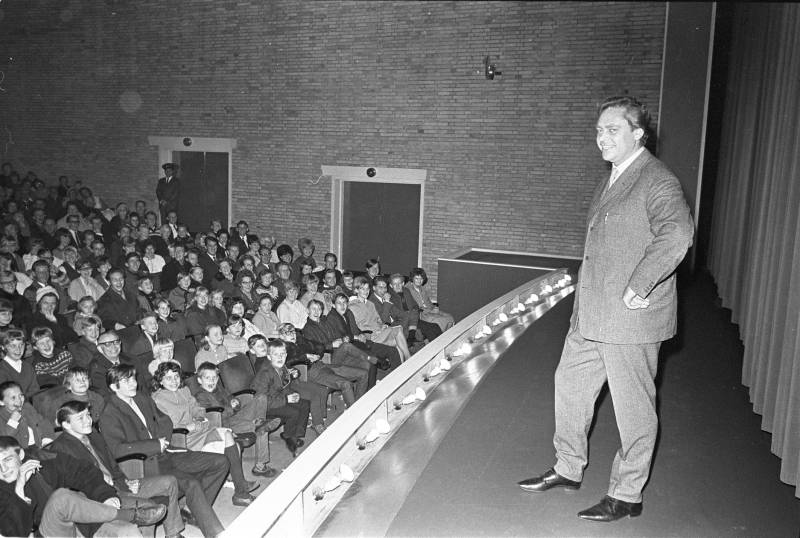
Dirch Passer en el Apollo Teatret en noviembre de 1965

Dirch Passer (18 de mayo de 1926 – 3 de septiembre de 1980) fue un actor y humorista de nacionalidad danesa. Actuó en un gran número de producciones cinematográficas entre los años 1950 y 1970, generalmente con papeles cómicos, y en ocasiones breves. Fue también un buen actor teatral, especialmente de revistas, siendo hoy todavía conocidas algunas de sus canciones. A menudo colaboró con los actores de comedia Kjeld Petersen y Ulf Pilgaard.

## Biografía

### Inicios
Su nombre completo era Dirch Hartvig Passe, y nació en Østerbro, Copenhague (Dinamarca), siendo sus padres Ragnhild Fich y Vilhelm Passer, y sus hermanas las actrices Kirsten y Marchen Passer. Passer empezó a destacar con el espectáculo Fiffer-revyen a finales de los años 1940. En 1955-1958 y de nuevo en 1962 formó la pareja cómica Kellerdirk Bros junto a Kjeld Petersen, lo que le facilitó llegar a ser uno de los actores de revista más populares de Dinamarca. A partir de entonces surgieron sus números How Jazz was born y Babs og Nutte.
Su único papel teatral serio llegó en 1961, el de Lenny en De ratones y hombres, de John Steinbeck, actuando con Ove Sprogøe. Desafortunadamente, la imagen de Passer como comediante estaba tan arraigada que la gente se echó a reír en cuanto apareció en escena, sin pensar que su papel era trágico. El espectáculo se suspendió tras 11 representaciones. 
Inmediatamente después de la muerte de Kjeld Petersen el 24 de mayo de 1962, Passer se retiró del teatro y de la revista durante cinco años. En ese tiempo trabajó para el cine, siendo sus actuaciones de calidad variable.

### Vuelta a la escena
En 1967 Passer apareció de nuevo sobre los escenarios con el espectáculo Cirkusrevyen donde, para su propia sorpresa, obtuvo de nuevo un gran éxito. Continuó con Cirkusrevyen siete años. A partir de ese período surgió su amistad con Preben Kaas.
En 1976 y 1977 formó parte también de la Holstebrorevyen.

### Cine
Passer rodó unas 100 películas, con opinión dispar por parte de la crítica. A menudo su nombre encabezaba los carteles, aunque él tuviera un papel de reparto. En años posteriores, la crítica fue más dura con sus producciones.
En 1961 Passer recibió un Premio Bodil honorífico, y en 1974 otro Bodil por su actuación en la cinta Mig og Mafiaen. Ese mismo año fue nombrado Caballero de la Orden de Dannebrog.

### Vida privada
Dirch Passer se casó dos veces: Entre 1950 y 1959 con la actriz Sigrid Horne-Rasmussen, y desde 1970 a 1976 con la dibujante publicitaria Hanne Passer. Vivió también con otras mujeres durante un tiempo prolongado, entre ellas su colega Judy Gringer, con la que permaneció cinco años. Tuvo dos hijos, uno con cada matrimonio, Dorte Passer y Josefine Passer.
Dirch Passer vivía con Bente Askjær cuando él murió. Ella tenía 26 años. Vivieron seis años juntos antes de fallecer él súbitamente durante una actuación en el espectáculo Tivolirevyen en 1980, a los 54 años de edad. Tenían pensado casarse un mes después de fallecer él. Passer vivió muchos años con una gran presión laboral y un alto consumo de alcohol.
Dirch Passer falleció de un paro cardíaco el 3 de septiembre de 1980 en el Hospital Municipal de Copenhague. Esa noche debía haber actuado en la Sala de Cristal de los Jardines Tivoli, cayendo en el escenario antes de la representación. Fue enterrado en el cementerio de la Iglesia de Dragør.

## Selección de su filmografía
- 1947 : Stjerneskud
- 1950 : Den opvakte jomfru
- 1951 : Som sendt fra himlen
- 1951 : Dorte
- 1952 : Rekrut 67 Petersen
- 1952 : Vejrhanen
- 1952 : Vi arme syndere
- 1952 : Dirch passer hund
- 1953 : Ved Kongelunden
- 1953 : Solstik
- 1954 : I kongens klær
- 1954 : Sol, sommer og badevand
- 1954 : Dirch Passer vælter byen
- 1955 : Masser af Passer
- 1955 : Det var på Rundetårn
- 1956 : Færgekroen
- 1956 : Hvad vil De ha'?
- 1956 : Den store gavtyv
- 1957 : Tag til marked i Fjordby
- 1958 : Krudt og klunker
- 1958 : Pigen og vandpytten
- 1958 : Styrmand Karlsen
- 1959 : Charles' tante
- 1959 : Poeten og Lillemor
- 1959 : Soldaterkammerater rykker ud
- 1959 : Vi er allesammen tossede
- 1959 : Onkel Bill fra New York
- 1960 : Baronessen fra benzintanken
- 1960 : Elefanter på loftet
- 1960 : Forelsket i København
- 1960 : Panik i paradis
- 1960 : Poeten og Lillemor og Lotte
- 1960 : Skibet er ladet med...
- 1960 : Sømand i knibe
- 1960 : Dyden er ikke Dirchefri
- 1960 : Hest på sommerferie
- 1961 : Gøngehøvdingen
- 1961 : Peters baby
- 1961 : Poeten og Lillemor i forårshumør
- 1961 : Reptilicus
- 1961 : Støv på hjernen
- 1962 : Det støver stadig
- 1962 : Han, hun, Dirch og Dario
- 1962 : Lykkens musikanter
- 1962 : Oskar
- 1962 : Sømænd og svigermødre
- 1962 : Venus fra Vestø
- 1962 : Det tossede paradis
- 1963 : Bussen
- 1963 : Frk. Nitouche
- 1963 : Hvis lille pige er du?
- 1963 : Pigen og pressefotografen
- 1963 : Støv for alle pengene
- 1963 : Tre piger i Paris
- 1963 : Vi har det jo dejligt
- 1964 : Don Olsen kommer til byen
- 1964 : Majorens oppasser
- 1964 : Sommer i Tyrol
- 1964 : Dirch og blåjakkerne
- 1965 : Vi vilde vikinger
- 1965 :  'Flådens friske fyre
- 1965 : Passer passer piger
- 1965 : Pigen og millionæren
- 1966 : Der var engang
- 1966 : Jeg - en elsker
- 1966 : Pigen og greven
- 1966 : Slap af, Frede
- 1967 : Elsk din næste
- 1967 : Cirkusrevyen
- 1967 : Nyhavns glade gutter
- 1967 : Mig og min lillebror
- 1967 : Onkel Joakims hemmelighed
- 1968 : Dyrlægens plejebørn
- 1968 : Mig og min lillebror og storsmuglerne
- 1968 : Soldaterkammerater på bjørnetjeneste
- 1968 : Min søsters børn vælter byen
- 1969 : Mig og min lillebror og Bølle
- 1969 : Pigen fra Egborg
- 1969 : Sjov i gaden
- 1970 : Nøglen til Paradis
- 1970 : Præriens skrappe drenge
- 1970 : Hurra for de blå husarer
- 1970 : Amour
- 1970 : ih, det er dog den stiveste
- 1971 : Guld til præriens skrappe drenge
- 1971 : Min søsters børn når de er værst
- 1971 : Hvor er liget Møller?
- 1972 : Takt og tone i himmelsengen
- 1972 : Lenin, din gavtyv
- 1973 : Solstik på badehotellet
- 1973 : Mig og Mafiaen
- 1977 : Mafiaen, det er osse mig
- 1975 : Piger i trøjen
- 1976 : Piger i trøjen 2
- 1976 : Spøgelsestoget
- 1977 : Piger til søs
- 1977 : Alt på et bræt
- 1977-1980 : En by i provinsen (serie TV)
- 1978 : Fængslende feriedage

## Selección de grabaciones de monólogos y sketches
- 1961 : Moder Sol – (Povel Ramel y Arvid Müller)
- 1969 : Mudderkliren – (Holbek y Preben Kaas)
- 1970 : Kulmulen – (Preben Kaas y Poul Arland)
- 1972 : Privatdetektiven – (Preben Kaas)
- 1974 : Dirch På Toppen – (Otto Ludvig, Poul Sabro y Preben Kaas)
- 1974 : Babyen/Op å då – (Preben Kaas)
- 1974 : Fynboen – (Preben Kaas y Povl Sabro)
- Urban Olsen – (Hans Alfredson)
- Kjeld Petersen y Dirch: Tømmerflåden – (Børge Müller)
- Kjeld Petersen y Dirch: Skolekammerate – (Børge Müller)
- 1977 : Ulf Pilgaard y Dirch: Vitsbutikken – (Arne Myggen)
- 1968 : Ulf Pilgaard y Dirch: Duel på Brandere
- Judy Gringer y Dirch: Babs og Nutte